# Hypognatha alho
Hypognatha alho Levi, 1996 è un ragno appartenente alla famiglia Araneidae.

## Etimologia
Il nome della specie deriva dalla località brasiliana di rinvenimento: Fazenda Pan d'Alho

## Caratteristiche
L'olotipo femminile rinvenuto ha dimensioni: cefalotorace lungo 1,37mm, largo 1,16mm; opistosoma lungo 2,9mm, largo 2,9mm.

## Distribuzione
La specie è stata reperita in Brasile: a Fazenda Pan d'Alho, località del comune di Itu nello stato di San Paolo.

## Tassonomia
Al 2014 non sono note sottospecie e dal 1996 non sono stati esaminati nuovi esemplari.